# 부초 (1982년 드라마)
《부초》는 1982년 1월 30일에 방영된 TV문학관이다.

## 줄거리
떠돌이 곡예단 단원들의 기구한 삶과 곡예단의 해체과정을 젊은 남녀단원인 하명(서인석)과 지혜(이경진)를 중심으로 묘사하고 있다. 여담으로 이 드라마에서 무명의 곡예단 단원으로 출연한 배우 홍요섭은 5년 뒤 1987년 MBC에서 미니시리즈로 제작된 부초에서 주인공 하명 역을 맡아 출연하였다.

## 출연
- 김순철
- 전양자
- 서인석
- 이경진
- 문오장
- 이문환
- 김세윤
- 반효정
- 백수련
- 양영준
- 장미자
- 박규식
- 임병기
- 안성호
- 홍요섭
- 이미경
- 문창길
- 서영진
- 김동수
- 나정옥
- 최동균
- 조인표